# Agonum rufipes
Agonum rufipes är en skalbaggsart som beskrevs av Pierre François Marie Auguste Dejean. Agonum rufipes ingår i släktet Agonum och familjen jordlöpare. Inga underarter finns listade i Catalogue of Life.